# Cartomanție
Cartomanția este o artă divinatorie (de ghicit viitorul) care folosește cărțile de joc sau taroții: ghicitul în cărți sau carto-manție. Cei - și mai ales cele - care se ocupă cu această "artă" sunt cunoscuți / cunoscute sub numele de ghicitori / ghicitoare în cărți. 

## Istoric

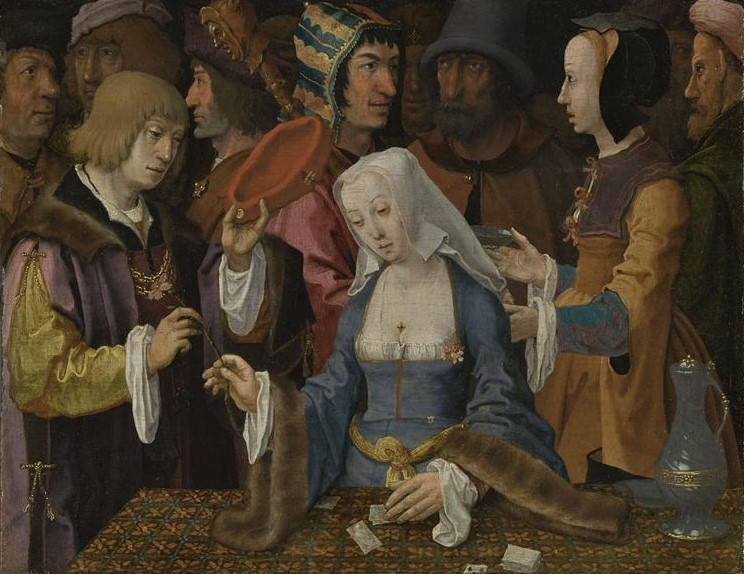
Lucas van Leyden, Ghicitoarea în cărți, 1508, Paris, Muzeul Luvru.

Există informații despre cartomanție încă din secolul XV în Spania  și încă din secolul XVI în Italia: ar fi citată de Pico della Mirandola  și mai ales în 1540 de Francesco Marcolini în Le sorti intitolate giardino d'i pensieri,  care folosește cărți de joc și o carte de oracole. În Spania, încă în 1556, Martin de Azpilcueta este autorul unui Compendio del Manual de Confessores, în care condamnă în mod clar ghicitul în cărți.
Cartomanția în epoca iluminismului în perioada pre-revoluționară atinge un vârf în Franța și a este dezvăluit unui public foarte larg de Etteilla (Jean-Baptiste Alliette, 1738-1791) sub denumirea de cartonomanție pentru jocul de 32 de cărți (Le petit Etteilla sau L'Art de tirer les cartes - Micul Eteilla sau arta ghicitului în cărți 1753, publicată în 1791), apoi cărți de tarot care se bazează pe lucrări anterioare: interpretarea cărților Tarotului de Marsilia de către Antoine Court de Gébelin.
Acest tip de cartomanție va fi reluat mai ales de lucrarea Sybille a Revoluției și a Imperiului, de Marie-Anne Lenormand, mai bine cunoscută sub numele de Miss Lenormand, pe setul de 52 de cărți - care susține că a ghicit pentru  toate celebritățile politice și artistice ale perioadei (afirmație abuzivă pentru multe nume citate ). 
După moartea domnișoarei Lenormand și în secolele următoare, multe seturi de cărți de joc ilustrate, total opuse jocurilor clasice de cărți franceze folosite de domnișoara Lenormand - vor fi publicate în mai multe țări europene sub  numele de Jeu de Mademoiselle Lenormand. 
Cartomanția, așa cum era înțeleasă la sfârșitul secolului XX și la începutul secolului XXI, este, în principal, urmașa cartomanției reînviate de Court de Gébelin și Etteilla; utilizarea destul de răspândită (dar nu exclusivă) a tarotului de Marsilia și a derivatelor sale (Wirth, Rider-Waite etc.) se datorează, în principal lui Court de Gébelin. Totuși, în secolul XXI, cartomanția folosește mereu taroții de Marsilia sau de Besançon, taroți moderni, jocuri de cărți standardizate ilustrate în stil francez sau spaniol și, in final, orice tip de joc de cărți.   
Secolul XX a văzut, de asemenea, dezvoltarea multor jocuri de cărți sub formă de oracole divinatorii, care nu păstrează nici o referință vizibilă la cărțile de joc standardizate sau istorice sau la taroți. 
În cele din urmă, trebuie remarcat că, pentru moment, nu s-au găsit dovezi că vreodată ar fi fost creat un joc de cărți de joc pentru utilizarea în cartomanție.
În Franța, în 1948, Paul Marteau, pe atunci directorul fabricii de cărți de joc Grimaud, publică Tarotul de Marsilia, o altă lucrare care va avea importanță în practicile cartomanției legate de tarot, ca și versiunea tarotului de Marsilia a lui Paul Marteau (de fapt, o modificare a unei copii  târzii făcută de Lequart a tarotului lui Nicolas Conver)  va avea un răsunet internațional marcând o etapă importantă în istoria cartomanției, ca și în cea a taromanței sau tarologiei. 

## Ghicitul în cărți

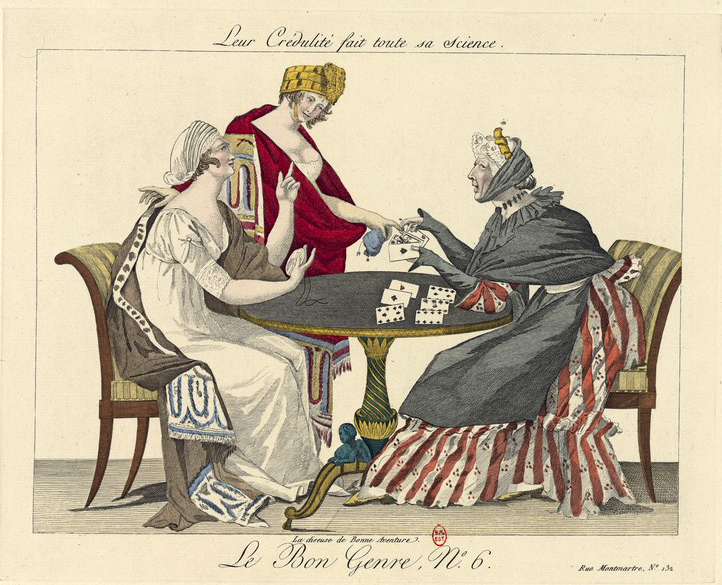
Pe credulitatea lor se bazează știința ei, caricatură în Le Bon genre, 1801.

Esențialul în activitatea "divinației" (ghicitului) este folosirea intuiției și ascultarea activă pentru a ghici anumite elemente ale vieții clientului, care este apoi pusă în legătură cu simbolismul clasic al cărților de ghicit. Criticii asimilează această practică lecturii la rece. 
Cartomanția, atunci când folosește tarotul, este numită taromanție (și, uneori, tarologie). Alte practici de cartomanție utilizează în principal jocuri de cărți standard francez, englez sau spaniol. 
Cartomanție se referă, de asemenea, la utilizarea cărților create special pentru a fi folosite în practicile de ghicire, aceste jocuri de cărți sunt adesea numite oracole, fiecare având un număr propriu de cărți, cărțile acestor seturi reprezentând, mai mult sau mai puțin, preziceri precise, care pot fi interpretate într-o combinatorică specifică. În cazul utilizării acestui tip de oracol, interpretarea este mai mult o aleatorie a predicțiilor decât a sensibilității sau a capacității de a crea interpretări originale ale "cititorului" în cărți sau, în orice caz, această sensibilitate sau capacitate este constrânsă sau ghidată de elementele descrise pe cărți. 

## Cărțile de tarot și jocurile de cărți
Practica cartomanției franceze se bazează, în principal, pe Jocul celor Patru Culori: pică, cupă, treflă și caro. În zilele noastre, jocul de 32 de cărți este cel mai folosit în cartomanție, urmat de jocul de 52 de cărți. 
Cele patru blazoane  - tobă, bastoane, spade și cupe - cărți comune căților de tip spaniol sau italian și vechilor taroți (taroții italieni și Tarotul zis de Marsilia) ar îngădui înțelegerea sensului divinatoriu al celor 4 culori (treflă, pică, carou și cupă) ce se găsesc atât pe tarot, cât și pe cele de 52 sau 32 de cărți. Relația dintre culorile moderne și culorile vechi nu este acceptată unanim, studii istorice pe tarot confirmă corespondența cupă / roșu și a spade / pici și afirmă "mai clar" o evoluție a bastoanelor în treflă și a tobei în caro  (legătură inactivă), în timp ce unele practici de cartomanție preferă să vadă o corespondență a  bastoanelor cu caroul și a tobei cu treflele. Această ultimă ipoteză este confirmată de studii recente, precum cea a site-ului Unicorn.

## Ghicitoarele în literatură
- Éléonore Tenaille de Vaulabelle publică La Tireuse de cartes (Ghicitoarea în cărți), vodevil.
- Honoré de Balzac era un adept al cartomanției și a crezut în realitatea sa științifică. A pus în scenă această practică în personajul doamnei Fontaine, instalată într-o hardughie murdară pe strada Vieille-du-Temple. În jocul de cinci franci, ea doar trage cărțile și informează clientul despre trecutul lui[14]; în jocul la o sută de franci, găina neagră și broscoiul Astaroth intervin în carți și-i permit să prezică viitorul[15].

## Punct de vedere științific
Activitatea de "predicție" nu este, în general, recunoscută de comunitatea științifică, excepție făcând doar modelele statistice. Practicile populare de ghicire, cum ar fi cartomanția, nu au niciun fundament științific, nu dispun de nicio dovadă. 
Pentru zetetică, resortul esențial al cartomanției constă în efectul Barnum (sau efect Forer).